# كاتلين إيفان
كاتلين إيفان هو سياسي روماني، ولد في 23 ديسمبر 1978 في غالاتس في رومانيا. نشط حزبياً في الحزب الديمقراطي الاجتماعي. وقد انتخب عضو في البرلمان الأوروبي عن دائرة رومانيا ‏ لترشحه ضمن قائمة مستقل، وقد انضم خلال فترته النيابية (27 سبتمبر 2018 – ) للكتلة البرلمانية غير مرتبطين وفي انتخابات البرلمان الأوروبي 2009، انتخب عضو في البرلمان الأوروبي عن دائرة رومانيا ‏ لترشحه ضمن قائمة الحزب الديمقراطي الاجتماعي، وقد انضم خلال فترته النيابية (14 يوليو 2009 – 30 يونيو 2014) للكتلة البرلمانية التحالف التقدمي للاشتراكيين والديمقراطيين وفي انتخابات البرلمان الأوروبي 2014، انتخب عضو في البرلمان الأوروبي عن دائرة رومانيا ‏ لترشحه ضمن قائمة الحزب الديمقراطي الاجتماعي، وقد انضم خلال فترته النيابية (1 يوليو 2014 – 26 سبتمبر 2018) للكتلة البرلمانية التحالف التقدمي للاشتراكيين والديمقراطيين.

## وصلات خارجية
- الموقع الرسمي